# Öna kulturreservat
För byn i Mora kommun, se Öna, Mora.
Öna är ett kulturreservat i Nykils socken i Linköpings kommun i Östergötland.
Öna ligger djupt inne i skogen. Det var ursprungligen en utjord till hemmanet Dockebo och omtalades för första gången år 1736. Bebyggelsen i byn består av timmerhus, några från tidigast 1700-talet, på en udde i Stensjön. Den hade 1928 fyra fastigheter med tillsammans 50 hektar mager mark med många och små åkerlyckor.
Två av Önas fyra fastigheter, Övre gården och Nedre gården, ägs av Östergötlands länsmuseum. Öna blev kulturreservat 2002. Reservatet är på 48.1 hektar mark och 5,8 hektar vatten.